# Kanton Waldstätten

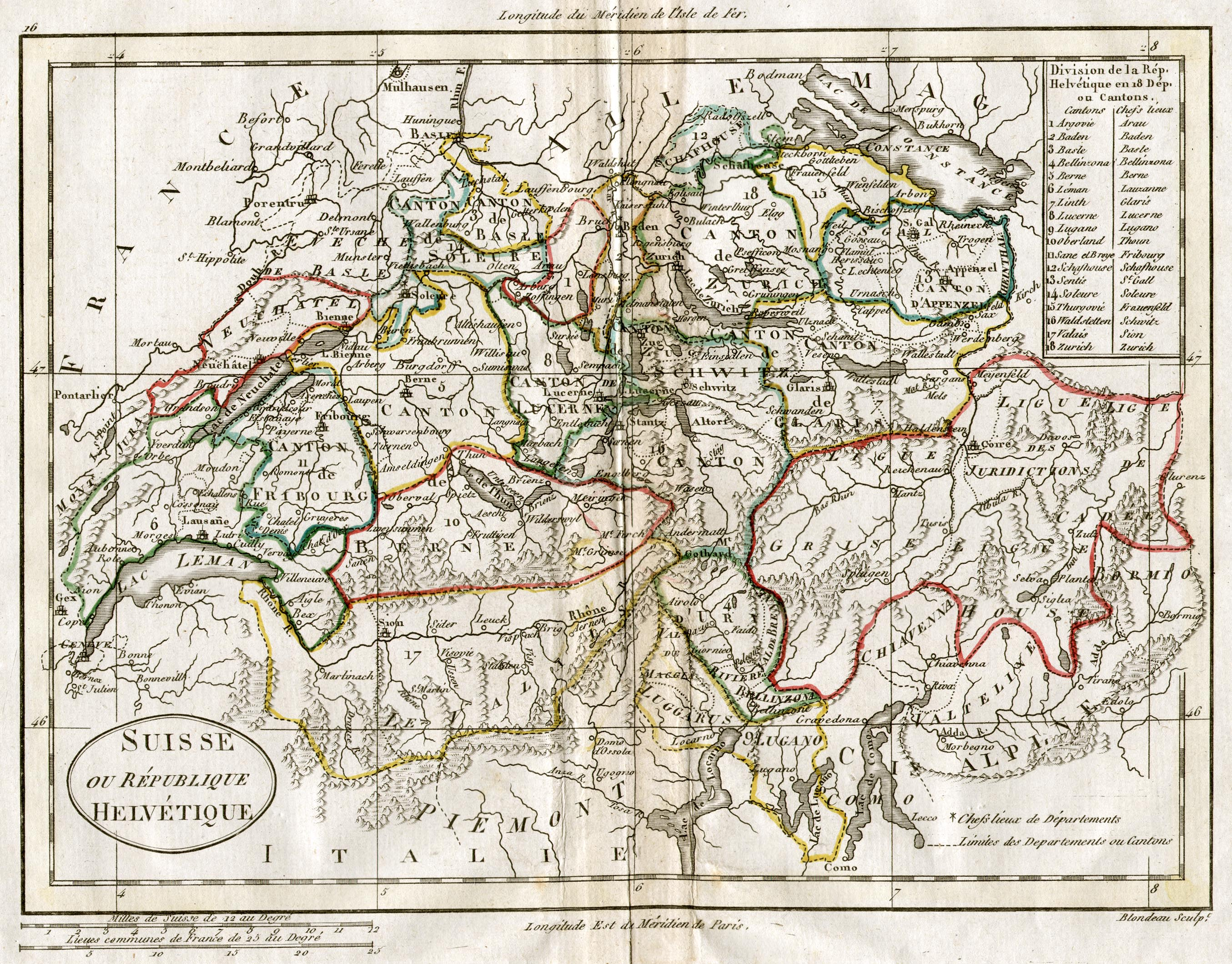
Zeitgenössische Karte der Helvetischen Republik und ihrer Kantone 1798

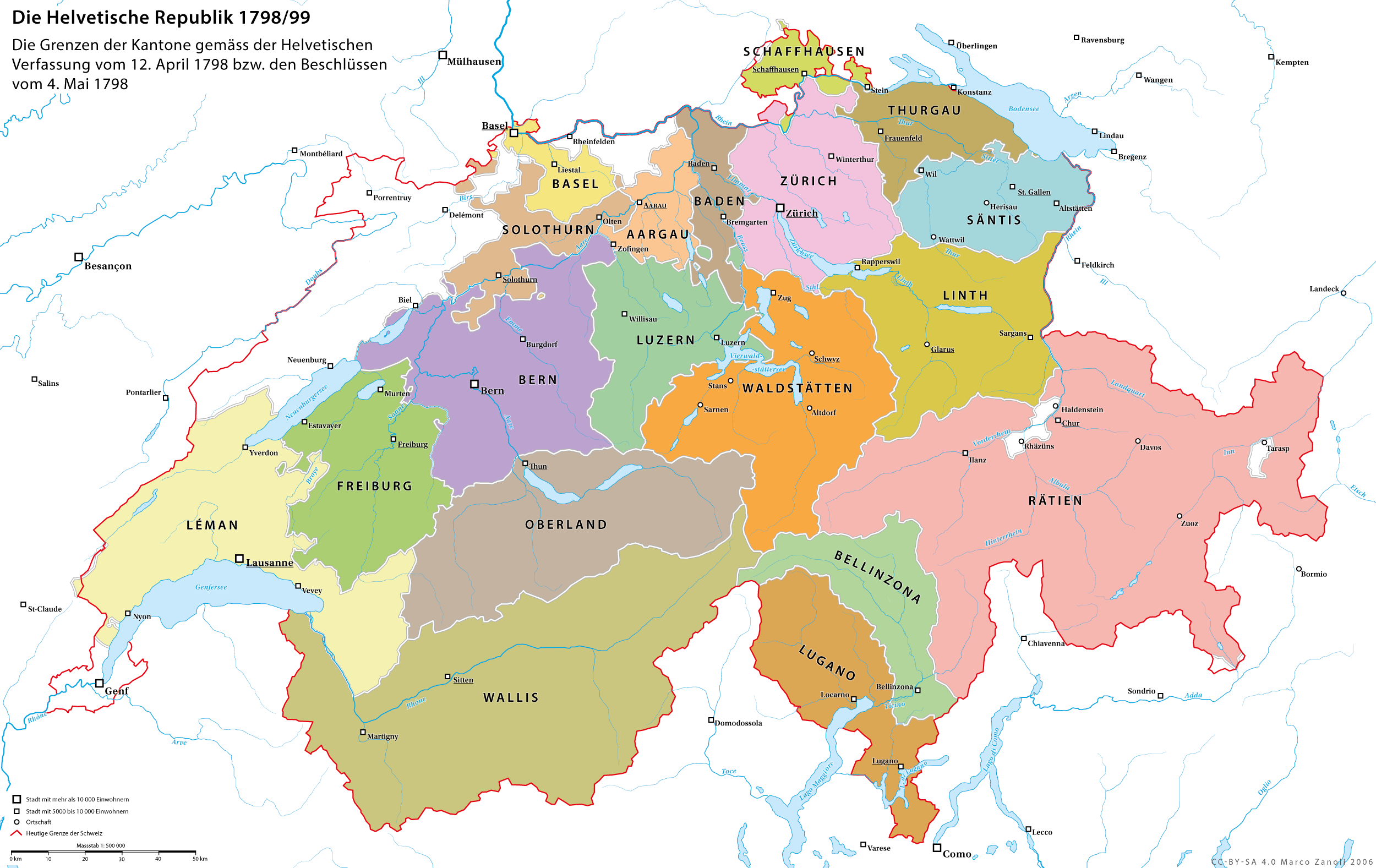
Übersichtskarte der Helvetischen Republik 1798

Der Kanton Waldstätten war ein Kanton in der Helvetischen Republik, der von 1798 bis 1803 bestand.

## Geschichte
Bei der Neueinteilung der Kantonsgrenzen in der Helvetischen Republik wurden 1798 die Kantone und Republiken der Innerschweiz angesichts ihrer ablehnenden Haltung gegenüber dem Einheitsstaat französischer Prägung zum Kanton Waldstätten verschmolzen. Dadurch wurde auch der politische Einfluss der Innerschweiz deutlich vermindert, der nach dem ersten Entwurf für eine Kantonseinteilung im Verhältnis zur Bevölkerungszahl deutlich überproportional ausgefallen wäre, da im helvetischen Senat jeder Kanton vier Abgeordnete stellen durfte. Anstelle der 16 ursprünglichen vorgesehenen Sitze für die Kantone Zug (mit Freiamt und Baden), Schwyz (ohne March, mit Gersau), Unterwalden (Ob- und Nidwalden, Engelberg) und Uri (ohne Leventina, mit Ursern) kamen deshalb nur vier Senatoren für den Kanton Waldstätten zusammen.
Die Bezeichnung «Waldstätte» greift die seit dem Mittelalter geläufige gemeinsame Bezeichnung der Urkantone Uri, Schwyz und Unterwalden wieder auf.
Der Kanton Waldstätten bestand aus den folgenden Territorien, Republiken und Kantonen der Alten Eidgenossenschaft:
- Kanton Zug (später einschliesslich Teilen des Freiamts; nun Distrikt Zug)
- Kanton Schwyz (ohne March und Höfe; nun in die 3 Distrikte Schwyz, Arth und Einsiedeln gegliedert)
- Kanton Uri (ohne Leventina, mit Ursern; nun in die 2 Distrikte Altdorf und Urseren [mit Wassen] gegliedert)
- Kanton Nidwalden (nun Distrikt Stans, mit Engelberg)
- Kanton Obwalden (nun Distrikt Sarnen)
- Fürstabtei Engelberg (ehemals zugewandter Ort der Eidgenossenschaft; nun zum Distrikt Stans)
- Republik Gersau (ehemals zugewandter Ort der Eidgenossenschaft; nun zum Distrikt Schwyz)

Hauptort des Kantons Waldstätten war zuerst der Ort Schwyz, ab Mai 1799 die Stadt Zug.
Der Kanton Waldstätten wurde bereits in den späteren Verfassungsentwürfen von Malmaison sowie durch die Zweite Helvetische Verfassung von 1802 wieder aufgeteilt. Endgültig aufgehoben wurde der Kanton jedoch erst durch die Mediationsakte von 1803.